# Dragon Storm
Dragon Storm (titulada en España como El ataque de los dragones y en Hispanoamérica como La leyenda del Dragón) es un telefilme de acción y fantasía de 2004 escrita por Patrick Phillips y Sam Wells, y dirigida por Stephen Furst. La película se destaca como la película original más vista del canal Sci-Fi con más de 3 millones de espectadores de la transmisión de estreno.

## Argumento
Los meteoritos que caen del cielo durante una lluvia de meteoritos actúan como transporte para los dragones que viajan dentro. Los dragones causan estragos en el campo medieval circundante y dos monarcas rivales, el rey Fastrad (John Rhys-Davies) y el rey Wednesbury (John Hansson) deben unir fuerzas para hacer frente a la amenaza.
Llega un mensajero para advertir al rey Fastrad que no le cree, hasta que los dragones hacen su aparición y destruyen su feudo. Fastrad, su mano derecha Theldag (Tony Amendola) y unos guerreros luego se dirigen al feudo del rey Wednesbury, aparentemente para buscar ayuda, pero planean derrocarlo. En el camino se encuentran con Silas (Maxwell Caulfield), un cazador que acepta, por un precio, escoltar y proteger al grupo de los demás peligros del bosque. Llegan a Wednesbury y Fastrad acusa falsamente a Silas de ser un cazador furtivo para salir de la deuda. A Silas se le unen el hechicero Remmegar (Richard Wharton), el mercader y guerrero Ling (Woon Young Park), la joven Nessa (Iskra Angelova), que busca venganza, y Medina (Angel Boris), la hija guerrera del rey Wednesbury. Uno de los meteoros resultó dañado cuando cayó, matando a su pasajero dragón. Remmegar estudia a la bestia muerta y el grupo decide partir para cazar a los dragones restantes usando una ballesta gigante. Mientras no están, Fastrad continúa conspirando contra Wednesbury y chantajea a Theldag para que mate a Silas.

## Reparto
- Maxwell Caulfield como Silas
- Angel Boris como Medina
- Tony Amendola como Theldag
- John Rhys-Davies como rey Fastrad
- Woon Young Park como Ling
- Richard Wharton como Remmegar
- Iskra Angelova como Nessa
- John Hansson como rey Wednesbury
- Ivaylo Geraskov como Gelmaro
- Tyrone Pinkham como Ulfius
- Jeff Rank como guardia real
- Maxim Genchev como guardia del rey Fastrad
- Vlado Nikolov como mensajero

## Recepción
Stephanie Star Smith de Box Office Prophets otorgó altas calificaciones a los efectos especiales que crearon a los dragones. Ella señala que, en el pasado, «las películas de Sci-Fi Originals han tenido algunos problemas serios con las bestias CGI», pero aprobó el realismo de estas criaturas en esta película. Encontró que la actuación era «bastante buena en general», e hizo una mención especial al trabajo en la película de John Rhys-Davies y Richard Wharton, pero cuando opinó sobre Maxwell Caulfield dijo que parecía ser una decisión desafortunada del reparto. Al resumir la película en general, ofreció «poco más de una hora y media, Dragon Storm no pierde su bienvenida, y dado que los dragones aparecen casi desde la primera escena, no tienes que esperar años para dar un vistazo a las verdaderas estrellas de la película».
Dragon Storm fue elegido por William Shatner como una de las selecciones en el DVD Club de William Shatner.
El sitio web Monsters and Critics dijo que «algunos diálogos son divertidos y los dragones cuidadosamente animados lo entretienen» y que «la mala dirección de la película es entretenida y señala que la mayor parte del presupuesto se destinó a los efectos especiales».
Bargain Bin Review lo denominó «una advertencia sobre la lectura minuciosa de contratos y guiones antes de inscribirse en un proyecto».
John Rhys-Davies, que anteriormente había interpretado a Gimli en El Señor de los Anillos, dijo en una entrevista que «Comprende que no estamos comparando... Dragon Storm con El señor de los Anillos. Stephen dirigió esto en Dios sabe cuántos días, creo que solo fueron como 21 días. Es un pequeño ensayo de ciencia ficción de bajo presupuesto, hecho rápidamente y bastante encantador».